# Liste der Monuments historiques in Marcilly-Ogny
Die Liste der Monuments historiques in Marcilly-Ogny führt die Monuments historiques in der französischen Gemeinde Marcilly-Ogny auf.

## Liste der Objekte
| Bezeichnung | Beschreibung                 | Standort                                                                  | Kennzeichnung | Schutzstatus | Datum | Bild |
| ----------- | ---------------------------- | ------------------------------------------------------------------------- | ------------- | ------------ | ----- | ---- |
| Uhrwerk     | Metall, Holz, ohne Datierung | Marcilly-lès-Mont-Serein, in der Kirche St-Germain-et-St-Guillaume (Lage) | PM21007134    | Inscrit      | 2023  |      |
| Glocke      | Bronze, 1544 gegossen        | Marcilly-lès-Mont-Serein, in der Kirche St-Germain-et-St-Guillaume (Lage) | PM21007137    | Inscrit      | 2023  |      |